# Ламбер-Бридж (Північна Кароліна)
Ламбер-Бридж (англ. Lumber Bridge) — місто (англ. town) в США, в окрузі Робсон штату Північна Кароліна. Населення — 82 особи (2020).

## Географія
Ламбер-Бридж розташований за координатами 34°53′25″ пн. ш. 79°4′19″ зх. д. / 34.89028° пн. ш. 79.07194° зх. д. (34.890142, -79.071926).  За даними Бюро перепису населення США в 2010 році місто мало площу 1,75 км², з яких 1,74 км² — суходіл та 0,01 км² — водойми.

## Демографія
Згідно з переписом 2010 року, у місті мешкали 94 особи в 45 домогосподарствах у складі 27 родин. Густота населення становила 54 особи/км².  Було 51 помешкання (29/км²).
Расовий склад населення:
| - 75,5 % — білих - 16,0 % — чорних або афроамериканців - 4,3 % — корінних американців - 1,1 % — азіатів - 3,2 % — осіб інших рас |

До двох чи більше рас належало 0,0 %. Частка іспаномовних становила 3,2 % від усіх жителів.
За віковим діапазоном населення розподілялося таким чином: 11,7 % — особи молодші 18 років, 68,1 % — особи у віці 18—64 років, 20,2 % — особи у віці 65 років та старші. Медіана віку мешканця становила 51,0 року. На 100 осіб жіночої статі у місті припадало 108,9 чоловіків;  на 100 жінок у віці від 18 років та старших — 112,8 чоловіків також старших 18 років.
Середній дохід на одне домашнє господарство  становив 57 600 доларів США (медіана — 45 625), а середній дохід на одну сім'ю — 71 509 доларів (медіана — 78 750). За межею бідності перебувало 18,3 % осіб, у тому числі 44,4 % дітей у віці до 18 років та 14,3 % осіб у віці 65 років та старших.
Цивільне працевлаштоване населення становило 35 осіб. Основні галузі зайнятості: освіта, охорона здоров'я та соціальна допомога — 25,7 %, публічна адміністрація — 17,1 %, виробництво — 17,1 %.